# Clematis tatarinowii
Clematis tatarinowii är en ranunkelväxtart som beskrevs av Carl Maximowicz. Clematis tatarinowii ingår i släktet klematisar, och familjen ranunkelväxter. Inga underarter finns listade i Catalogue of Life.